# Johanneskerk (Düsseldorf)
De Johanneskerk (Duits: Johanneskirche), ook bekend onder de naam stadskerk, is de grootste protestantse kerk in Düsseldorf. De kerk is gelegen aan het einde van de Berliner Allee in het centrum van de stad. Voor de toren ligt het Martin-Luther-Platz met het Keizer Wilhelm-monument, het Bismarck-monument en de resten van het in 1943 grotendeels verwoestte Moltke-monument.
De Johanneskerk werd in de rondbogenstijl gebouwd. Het kerkschip is 61 meter lang, de toren is 87,5 meter hoog.

## Geschiedenis
Op aandringen van de pruisische regering in 1824 verenigden de lutherse en gereformeerde gemeenten van Düsseldorf zich tot een unie. Sinds dat moment ontstond het plan om een protestantse stadskerk te bouwen. Het besluit tot de bouw viel in 1859. Onderhandelingen met de stad over een bouwperceel duurden tot 1874. Na herhaaldelijk ontwerpen te hebben afgekeurd, werd in 1869 na herziening het ontwerp van Walter Kyllmann en Adolf Heyden geaccepteerd. In 1875 werd ten slotte de eerste steen voor het kerkgebouw gelegd. Op 6 december 1881 werd het nieuwe godshuis ingewijd.
Een bombardement op 12 juni 1943 beschadigde de kerk in ernstige mate. Mede met het oog op infrastructurele wijzigingen werd na de oorlog de afbraak van de kerk overwogen. De kerk bleef staan en in maart 1953 kon na een renovatie de heropening worden gevierd. Grote verbouwingen vonden in 1997 en 2008 plaats.

## Orgel
Het grote orgel van de Johanneskerk werd in de jaren 1953-1954 door de Hamburgse orgelbouwer Rudolf von Beckerath als mechanisch sleepladenorgel gebouwd. In het jaar 2001 werd het instrument gereviseerd. Sindsdien zijn de speeltracturen van het pedaal en de registertracturen elektrisch. In 2001 werden ook elektrische koppelingen toegevoegd, evenals een midi-aansluiting. De dispositie bleef op een enkele mixtuur na grotendeels ongewijzigd.

## Klokken
Van alle protestantse kerken in Düsseldorf bezit de Johanneskerk het grootste geluid. De vijf klokken die in de toren hangen hebben de slagtonen a0, c1, d1, e1 en g1. De kleinste en de  beide grootste klokken werden in 1952 gegoten door klokkengieterij Rincker uit Sinn. De overige twee klokken zijn uit 1782 en 1860.  

## Afbeeldingen

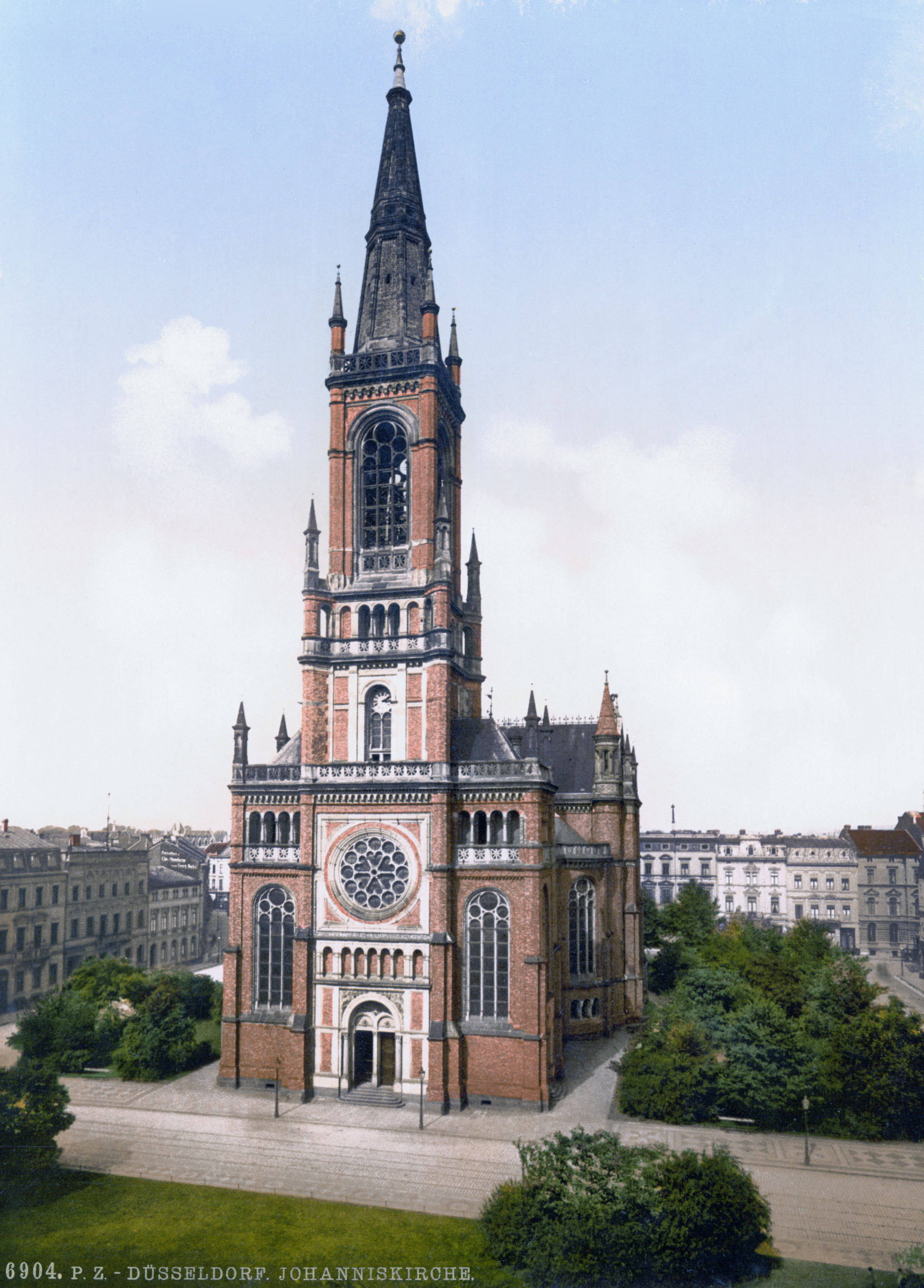
Historische afbeelding van de Johanneskerk (1900)
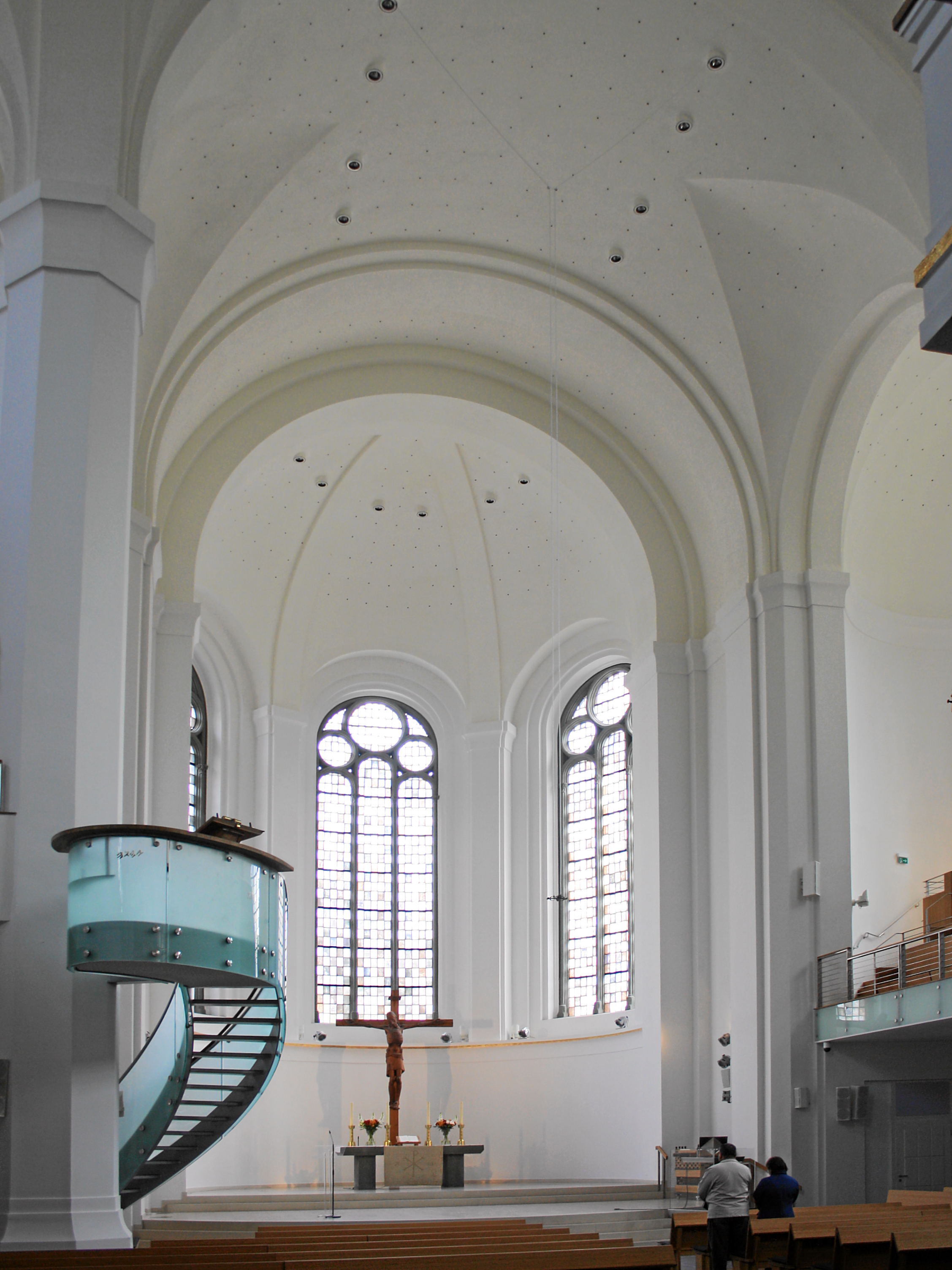
Overzicht interieur
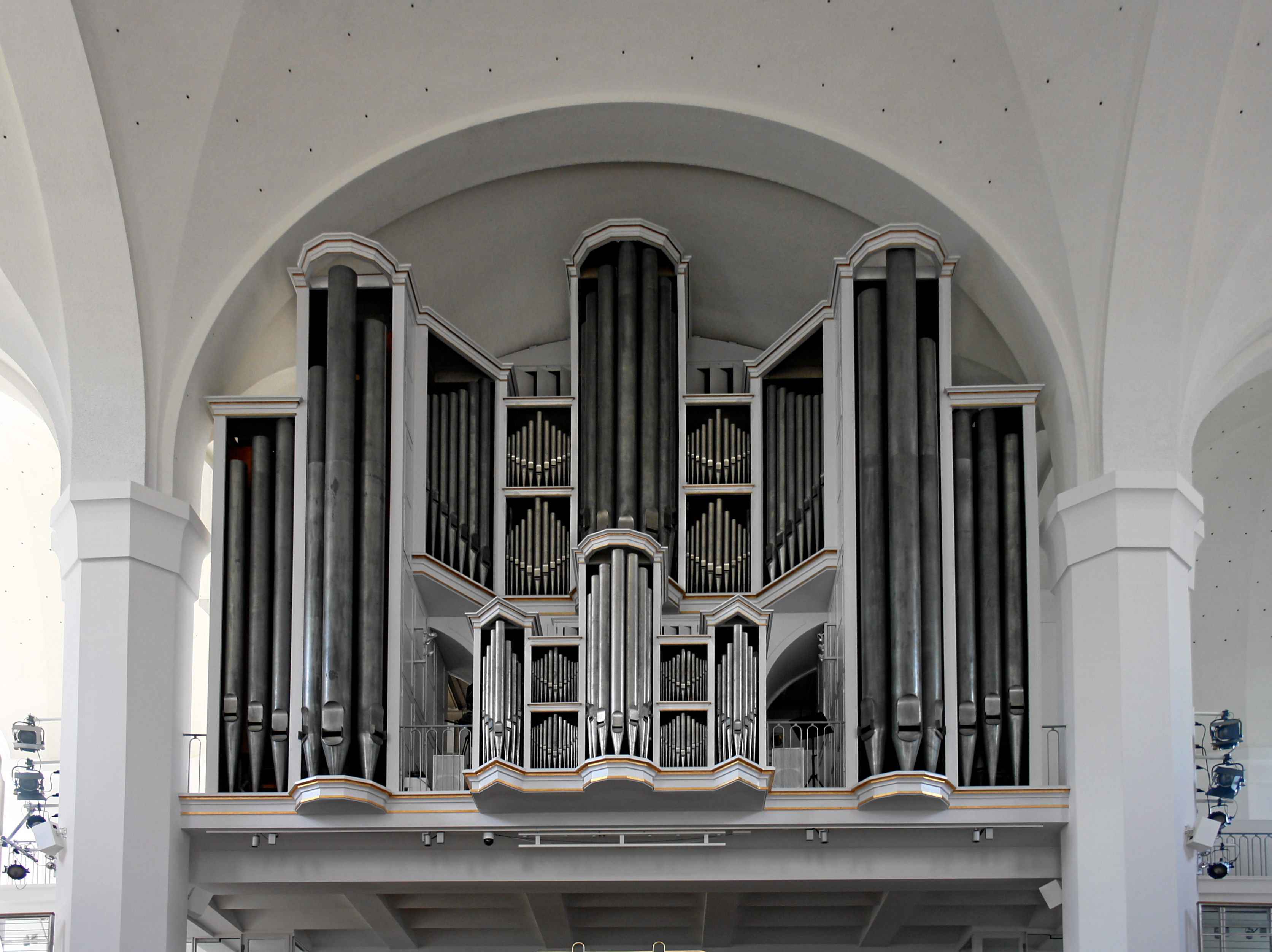
Pijporgel
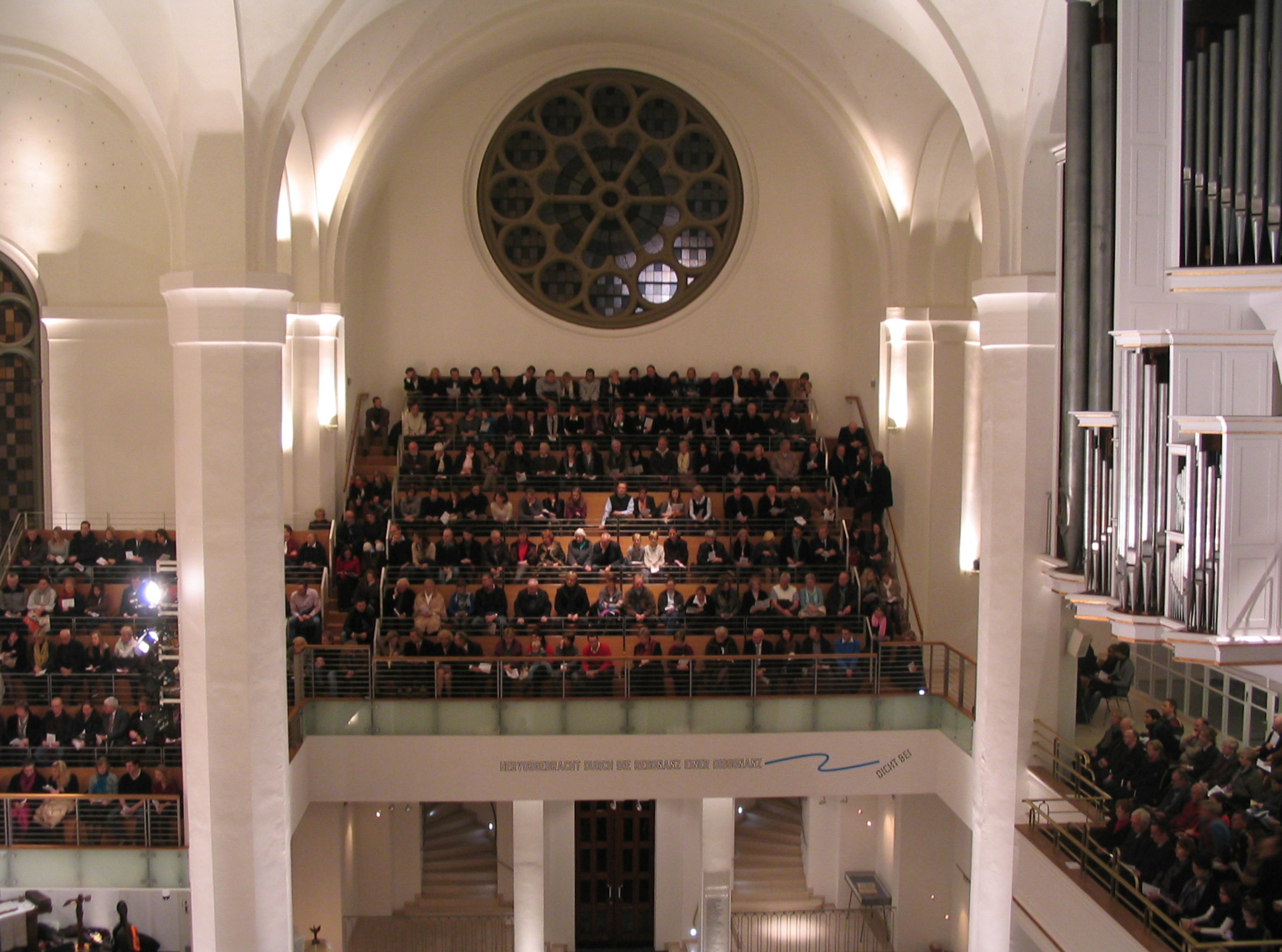
Galerij